# Československá hokejová reprezentace v sezóně 1964/1965
Československá hokejová reprezentace v sezóně 1964/1965 sehrála celkem 21 zápasů.

## Přehled mezistátních zápasů
| Pořadí | Datum              | Soupeř    | Výsledek             | Soutěž                     | Místo utkání     |
| ------ | ------------------ | --------- | -------------------- | -------------------------- | ---------------- |
| 381.   | 24. listopadu 1964 | SRN       | 8:0 (1:0, 1:0, 6:0)  | přátelsky                  | Praha            |
| 382.   | 27. listopadu 1964 | SSSR      | 0:2 (0:1, 0:0, 0:1)  | přátelsky                  | Moskva           |
| 383.   | 29. listopadu 1964 | SSSR      | 0:3 (0:1, 0:0, 0:2)  | přátelsky                  | Moskva           |
| 384.   | 2. prosince 1964   | Švédsko   | 4:1 (1:0, 1:1, 2:0)  | přátelsky                  | Stockholm        |
| 385.   | 4. prosince 1964   | Švédsko   | 3:0 (0:0, 1:0, 2:0)  | přátelsky                  | Stockholm        |
| 386.   | 26. prosince 1964  | SSSR      | 2:8 (0:3, 0:1, 2:4)  | Walter Brown Memorial 1964 | Colorado Springs |
| 387.   | 28. prosince 1964  | Kanada    | 4:3 (1:0, 3:1, 0:2)  | Walter Brown Memorial 1964 | Colorado Springs |
| 388.   | 29. prosince 1964  | SSSR      | 5:3 (2:1, 2:2, 1:0)  | Walter Brown Memorial 1964 | Colorado Springs |
| 389.   | 31. prosince 1964  | Kanada    | 3:3 (3:0, 0:1, 0:2)  | Walter Brown Memorial 1964 | Colorado Springs |
| 390.   | 4. ledna 1965      | Kanada    | 2:4 (0:2, 0:1, 2:1)  | přátelsky                  | Winnipeg         |
| 391.   | 11. ledna 1965     | Kanada    | 2:3 (0:1, 0:2, 2:0)  | přátelsky                  | Toronto          |
| 392.   | 22. února 1965     | NDR       | 10:1 (1:0, 3:1, 6:0) | přátelsky                  | Praha            |
| 393.   | 27. února 1965     | Švýcarsko | 12:1 (3:0, 3:0, 6:1) | přátelsky                  | Pardubice        |
| 394.   | 28. února 1965     | Švýcarsko | 4:1 (2:0, 1:1, 1:0)  | přátelsky                  | Praha            |
| 395.   | 4. března 1965     | NDR       | 5:1 (1:0, 2:1, 2:0)  | Mistrovství světa 1965     | Tampere          |
| 396.   | 6. března 1965     | USA       | 12:0 (2:0, 4:0, 6:0) | Mistrovství světa 1965     | Tampere          |
| 397.   | 8. března 1965     | Norsko    | 9:2 (4:2, 4:0, 1:0)  | Mistrovství světa 1965     | Tampere          |
| 398.   | 10. března 1965    | Finsko    | 5:2 (1:1, 2:0, 2:1)  | Mistrovství světa 1965     | Tampere          |
| 399.   | 11. března 1965    | Kanada    | 8:0 (1:0, 2:0, 5:0)  | Mistrovství světa 1965     | Tampere          |
| 400.   | 13. března 1965    | SSSR      | 1:3 (0:2, 0:0, 1:1)  | Mistrovství světa 1965     | Tampere          |
| 401.   | 14. března 1965    | Švédsko   | 3:2 (3:1, 0:1, 0:0)  | Mistrovství světa 1965     | Tampere          |

## Bilance sezóny 1964/65
| Soupeř    | Zápasy | Výhry | Remízy | Prohry | Skóre  |
| --------- | ------ | ----- | ------ | ------ | ------ |
| Finsko    | 1      | 1     | 0      | 0      | 5:2    |
| Kanada    | 5      | 2     | 1      | 2      | 19:13  |
| NDR       | 2      | 2     | 0      | 0      | 15:2   |
| Norsko    | 1      | 1     | 0      | 0      | 9:2    |
| SRN       | 1      | 1     | 0      | 0      | 8:0    |
| SSSR      | 5      | 1     | 0      | 4      | 8:19   |
| Švédsko   | 3      | 3     | 0      | 0      | 10:6   |
| Švýcarsko | 2      | 2     | 0      | 0      | 16:2   |
| USA       | 1      | 1     | 0      | 0      | 12:0   |
| Celkem    | 21     | 14    | 1      | 6      | 102:46 |

## Další zápas reprezentace
| Datum           | Soupeř            | Výsledek            | Soutěž                      | Místo utkání |
| 5. ledna 1965   | Montreal Juniors  | 3:2 (1:2, 1:0, 1:0) | přátelsky                   | Montreal     |
| 7. ledna 1965   | Ontario All-Stars | 3:5 (1:2, 2:1, 0:2) | přátelsky                   | London       |
| 16. března 1965 | Spartak Moskva    | 3:2 (0:1, 2:1, 1:0) | Pohár Ženevského autosalonu | Ženeva       |
| 18. března 1965 | Winnipeg Maroons  | 5:3 (2:0, 1:1, 2:2) | Pohár Ženevského autosalonu | Ženeva       |
| 20. března 1965 | Evropští Kanaďané | 14:5                | přátelsky                   | Grenoble     |
| 21. března 1965 | HC Chamonix       | 9:3 (2:1, 4:1, 3:1) | přátelsky                   | Chamonix     |

## Přátelské mezistátní zápasy
Československo –  SRN 8:0 (1:0, 1:0, 6:0)
24. listopadu 1964 – Praha

Branky Československa: 2x Stanislav Prýl, Jan Klapáč, Jaroslav Jiřík, Václav Nedomanský, Jaromír Meixner, Jiří Holík, Jozef Golonka.

Rozhodčí: Karl Müller (SUI), Giessler (SUI)

Vyloučení: 1:2 (využití 1:0)
ČSSR: Vladimír Dzurilla (30. Vladimír Nadrchal) – Rudolf Potsch, František Tikal, Jozef Čapla, František Gregor (30. Jaromír Meixner) – Jiří Dolana, František Vaněk (30. Jozef Golonka), Josef Černý – Stanislav Prýl, Václav Nedomanský, Jaroslav Jiřík – Jan Klapáč (40. František Ševčík), Jaroslav Holík, Jiří Holík.
SRN: Michael Hobelsberger – Leonhard Waitl, Hans Schichtl, Hans-Jörg Nagel, Walter Riedl (Karl Hahn) – Ernst Köpf, Siegfried Schubert, Manfred Gmeiner – Ernst Trautwein, Horst Ludwig, Rudolf Gröger – Horst Franz Schuldes, Peter Rohde, Anton Pohl.
 Československo –  SSSR 0:2 (0:1, 0:0, 0:1)
27. listopadu 1964 – Moskva

Branky SSSR: 7. Vjačeslav Staršinov, 59. Oleg Zajcev

Rozhodčí: Olle Wilkert (SWE), Eriksson (SWE)
ČSSR: Vladimír Dzurilla – Rudolf Potsch, František Tikal, Jozef Čapla, František Gregor – Stanislav Prýl, Václav Nedomanský, Josef Černý – František Ševčík, Zdeněk Kepák, Jaroslav Jiřík – Jan Klapáč, Jaroslav Holík, Jiří Holík.
SSSR: Viktor Konovalenko – Alexandr Ragulin, Eduard Ivanov, Viktor Kuzkin, Oleg Zajcev, Stanislav Petuchov, Vitalij Davydov – Jevgenij Majorov, Vjačeslav Staršinov, Boris Majorov – Jurij Volkov, Vladimir Jurzinov, Jurij Paramoškin – Leonid Volkov, Viktor Jakušev, Anatolij Firsov.
 Československo –  SSSR 0:3 (0:1, 0:0, 0:2)
29. listopadu 1964 – Moskva

Branky SSSR: 18. Vjačeslav Židkov, 44. Boris Majorov, 49. Alexandr Almetov.

Rozhodčí: Olle Wilkert (SWE), Eriksson (SWE)
ČSSR: Vladimír Nadrchal – Rudolf Potsch, František Tikal, František Gregor, Jaromír Meixner – Jiří Dolana, František Vaněk, Josef Černý – František Ševčík, Zdeněk Kepák (Václav Nedomanský), Jaroslav Jiřík – Stanislav Prýl (Jan Klapáč), Václav Nedomanský, Jiří Holík.
SSSR: Viktor Tolmačev – Alexandr Ragulin, Eduard Ivanov, Viktor Kuzkin, Oleg Zajcev, Vitalij Davydov, Vjačeslav Židkov – Konstantin Loktěv, Alexandr Almetov, Venjamin Alexandrov – Viktor Jakušev, Vjačeslav Staršinov, Boris Majorov – Jurij Volkov, Valentin Seňuškin, Anatolij Firsov.
 Československo –  Švédsko 4:1 (1:0, 1:1, 2:0)
2. prosince 1964 – Stockholm

Branky Československa: 15. Václav Nedomanský, 28. Jan Klapáč, 51. Václav Nedomanský, 52. František Tikal.

Branky Švédska: 38. Uno Öhrlund.

Rozhodčí: Andrej Starovojtov (URS), Guryšev (URS)
ČSSR: Vladimír Dzurilla – Rudolf Potsch, František Tikal, Jozef Čapla, Jaromír Meixner – Jan Klapáč, Jaroslav Holík, Jiří Holík – Jiří Dolana, František Vaněk, Josef Černý – Jaroslav Jiřík, Václav Nedomanský, Stanislav Prýl.
Švédsko: Lennart Häggroth – Roland Stoltz, Bert-Olov Nordlander, Gert Blomé, Bertil Karlsson – Carl-Göran Öberg, Lennart Johansson, Uno Öhrlund – Eilert Määttä, Anders Andersson, Palmqvist – Folke Bengtsson, Håkan Wickberg, Tord Lundström.
 Československo –  Švédsko 3:0 (0:0, 1:0, 2:0)
4. prosince 1964 – Stockholm

Branky Československa: 33. František Ševčík, 48. Josef Černý, 60. Jaroslav Holík.

Rozhodčí: Andrej Starovojtov (URS), Guryšev (URS)

Vyloučení: 0:0
ČSSR: Vladimír Nadrchal – Rudolf Potsch, František Tikal, Jozef Čapla, Jaromír Meixner – Jiří Dolana (Stanislav Prýl), Václav Nedomanský, Josef Černý – František Ševčík, Zdeněk Kepák, Jaroslav Jiřík - Jan Klapáč, Jaroslav Holík, Jiří Holík.
Švédsko: Lennart Häggroth – Roland Stoltz, Bert-Olov Nordlander, Nils Johansson, Lennart Svedberg, Bertil Karlsson – Ronald Pettersson, Nisse Nilsson, Lars-Eric Lundvall – Carl-Göran Öberg, Lennart Johansson, Uno Öhrlund – Eilert Määttä, Anders Andersson, Tord Lundström.
 Československo –  Kanada 2:4 (0:2, 0:1, 2:1)
4. ledna 1965 – Winnipeg

Branky a nahrávky Československa: 41:05 Václav Nedomanský, 52:26 Jozef Golonka (Jaroslav Jiřík, Rudolf Potsch).

Branky a nahrávky Kanady: 2:55 Grant Moore (Dineen, McKenzie), 5:08 Aggie Kukulowicz (Terry O'Malley), 33:20 Garry Begg (Johnson, Terry O'Malley), 43:33 Al Johnson (Reginald Abbot, Terry O'Malley).

Rozhodčí: Gordon Kerr (CAN), Vic Lindquist (CAN)

Vyloučení: 2:2
ČSSR: Vladimír Nadrchal (34. Vladimír Dzurilla) - František Tikal, Rudolf Potsch, Jaromír Meixner, Jan Suchý - Ivan Grandtner, Václav Nedomanský, Josef Černý - František Ševčík, Jozef Golonka, Jaroslav Jiřík - Jan Klapáč, Jaroslav Holík, Jiří Holík - Stanislav Prýl.
Kanada: Ken Broderick - Terry O'Malley, Gary Begg, Paul Conlin, Barry McKenzie, William Johnson - Ross Parke, Reginald Abbot, Al Johnson - Roger Bourbonnais, Gary Aldcorn, Marshall Johnson - Jim McKenzie, Gary Dineen, Grant Moore - John Russell, Aggie Kukulowicz, Elliott Chorley.
 Československo –  Kanada 2:3 (0:1, 0:2, 2:0)
11. ledna 1965 – Toronto

Branky a nahrávky Československa: 35. Zdeněk Kepák (František Ševčík, Rudolf Potsch), 39. Stanislav Prýl (Rudolf Potsch, Zdeněk Kepák).

Branky a nahrávky Kanady: 20. Gary Dinnen (William Johnson, Abbott), 50. Al Johnson (Gary Aldcorn, Gary Dineen), 54. Roger Bourbonnais (Gary Aldcorn).

Rozhodčí: Hugh McLean (CAN), Lou Maschio (CAN)  

Vyloučení: 6:6
ČSSR: Vladimír Dzurilla – František Tikal, Rudolf Potsch, František Gregor, Jozef Čapla - Ivan Grandtner, Václav Nedomanský, Josef Černý – František Ševčík, Zdeněk Kepák, Jaroslav Jiřík - Jan Klapáč, Jaroslav Holík, Jiří Holík – Stanislav Prýl, Jozef Golonka.
Kanada: Ken Broderick – Terry O'Malley, Barry McKenzie, Paul Conlin, William Johnson, Gary Begg – Al Johnson, Gary Dineen, Reginald Abbot – Ross Parke, Roger Bourbonnais, Jim McKenzie – Marshall Johnson, Gary Aldcorn, Elliott Chorley – Grant Moore.
 Československo –  NDR 10:1 (1:0, 3:1, 6:0)
22. února 1965 – Praha

Branky Československa: 3x Václav Nedomanský, 2x Jan Klapáč, Jaroslav Jiřík, Jozef Golonka, Zdeněk Kepák, Josef Černý, Stanislav Prýl.

Branky NDR: Manfred Buder.

Rozhodčí: Jan Pažout (TCH), Richard Hajný (TCH)

Vyloučení: 2:3 (využití 1:0)
ČSSR: Vladimír Dzurilla (31. Vladimír Nadrchal) – Rudolf Potsch, František Tikal, Jozef Čapla, Jan Suchý (21. Jaromír Meixner) - Stanislav Prýl, Václav Nedomanský, Josef Černý – František Ševčík, Zdeněk Kepák (21. Jozef Golonka), Jaroslav Jiřík - Jan Klapáč, Jaroslav Holík, Jiří Holík. 
NDR: Peter Kolbe – Heinz Schildan, Wolfgang Plotka, Ulrich Noack, Thiele – Bernd Karrenbauer, Joachim Ziesche, Bernd Hiller – Rainer Tudyka, Manfred Buder, Joachim Franke – Rüdiger Noack, Bernd Poindl, Helmut Novy – Dieter Kratzsch.
 Československo –  Švýcarsko 12:1 (3:0, 3:0, 6:1)
27. února 1965 – Pardubice

Branky Československa: 1. Václav Nedomanský, 9. Václav Nedomanský, 17. Stanislav Prýl, 21. Stanislav Prýl, 27. Jaroslav Holík, 38. František Ševčík, 42. Stanislav Prýl, 47. Stanislav Prýl, 48. Václav Nedomanský, 49. Jaromír Meixner, 58. František Ševčík, 59. František Ševčík.  

Branky Švýcarska: 52. Gérard Dübi.

Rozhodčí: Georg Zeller (GER), Helmut Perkuhn (GER)

Vyloučení: 1:0 (využití 0:0)
ČSSR: Vladimír Dzurilla (Vladimír Nadrchal) – Rudolf Potsch, František Tikal, Jozef Čapla (21. Jaromír Meixner), Jan Suchý – Stanislav Prýl, Václav Nedomanský, Josef Černý – František Ševčík, Zdeněk Kepák, Jaroslav Jiřík - Jan Klapáč, Jaroslav Holík, Jiří Holík - Jozef Golonka.
Švýcarsko: Robert Meier – Gilbert Gallaz, Orville Martini, Gaston Furrer, Marcel Bernasconi, Peter Wespi – Ueli Lüthi, Peter Lüthi, Heinz Lüthi – Gilles Wirz, André Berra, René Berra – Gérard Dübi, Roger Chappot, Roland Bernasconi.
 Československo –  Švýcarsko 4:1 (2:0, 1:1, 1:0)
28. února 1965 – Praha

Branky Československa: 5. Jaroslav Holík, 20. Jaroslav Jiřík, 3:0 28. Rudolf Potsch, 41. Václav Nedomanský.

Branky Švýcarska: 3:1 28. Ueli Lüthi.

Rozhodčí: Georg Zeller (GER), Helmut Perkuhn (GER)

Vyloučení: 1:2 (využití 1:0)
ČSSR: Vladimír Nadrchal – Rudolf Potsch, František Tikal, Jozef Čapla, (21. Jaromír Meixner), Jan Suchý – Jan Klapáč, Jaroslav Holík, Jiří Holík - Stanislav Prýl, Václav Nedomanský, Josef Černý – František Ševčík, Zdeněk Kepák, Jaroslav Jiřík - Jozef Golonka.
Švýcarsko: Gérard Rigolet – Orville Martini, Gaston Furrer, Marcel Bernasconi, Peter Wespi (2. Gilbert Gallaz) – Ueli Lüthi, Peter Lüthi, Heinz Lüthi – Gilles Wirz, André Berra, René Berra – Gérard Dubi, Roger Chappot, Roland Bernasconi.

## Další zápas reprezentace
Československo –  Montreal Juniors All Stars  3:2 (1:2, 1:0, 1:0)
5. ledna 1965 – Montreal

Branky Československa: 14:53 Jan Klapáč (Jozef Golonka, Rudolf Potsch), 39:58 Rudolf Potsch (František Tikal, Josef Černý), 37:23 Jaroslav Jiřík (Jan Suchý, Zdeněk Kepák).

Branky Montrealu: 8:52 Patterson (Andre Lacroix, Leo Thiffault), 19:13 Craig Patrick (Huck, Patterson) 

Rozhodčí: Bienvenue (CAN), Mathieu (CAN)
ČSSR: Vladimír Dzurilla – Rudolf Potsch, František Tikal, Jozef Čapla, František Gregor, Jan Suchý - Stanislav Prýl (13. Ivan Grandtner), Václav Nedomanský, Josef Černý – Jaroslav Jiřík, Zdeněk Kepák, Miroslav Vlach - Jan Klapáč, Jozef Golonka, Jiří Holík.
Montreal: Goddard (21. Fern Rivard) - Serge Savard, Bob Lemieux, Piper, Vanderburgh - Andre Lagueux, Watson, Huck - Chris Bordeleau, Jacques Lemaire, Don Liesemer - Rene Drolet, Andre Lacroix, Norm Ferguson - Leo Thiffault, Patterson, Craig Patrick. 
 Československo –  Ontario Hockey Association Senior All-Stars  3:5 (1:2, 2:1, 0:2)
7. ledna 1965 – London

Branky Československa: 4:46 Václav Nedomanský (Josef Černý), 29:33 František Ševčík (Jiří Holík), 33:27 Miroslav Vlach (Zdeněk Kepák, František Gregor).

Branky Ontaria: 10:04 Millar (Stringle), 18:21 Balfour (Hogan), 22:54 Hay (Klinck), 42:36 Hay (McIntyre), 56:10 Hogan (Balfour).

Rozhodčí: Hugh McLean (CAN), Lou Maschio (CAN)  

Vyloučení: 4:7
ČSSR: Vladimír Nadrchal – Rudolf Potsch, František Tikal, Jozef Čapla, František Gregor - Stanislav Prýl, Václav Nedomanský, Josef Černý – František Ševčík, Jozef Golonka, Jaroslav Jiřík - Jan Klapáč, Jaroslav Holík, Jiří Holík - Ivan Grandtner, Zdeněk Kepák, Miroslav Vlach.
Ontario: Driden - Caron, Klink, Cow, Morston, Samston - Hogan, Lawrenc, Balfour - McGregor, Luciuc, Mallo - McIntyre, Hay, Hymers - Myllar.
 Československo –  HC Chamonix 9:3 (2:1, 4:1, 3:1)
21. března 1965 – Chamonix

Branky Československa: 3x Václav Nedomanský, 2x Jan Havel, Stanislav Prýl, Jan Suchý, Miroslav Beránek, Jan Hrbatý.

Branky Chamonix: Cailler, Chappot, Gaëtan Laliberté.

Rozhodčí: Haury (SUI), Mazze (FRA)